# جبل تيرور
جبل تيرور (77°31′S 168°32′E) هو بركان خامد يبلغ ارتفاعه نحو 3,230 مترًا (10,600 قدم) في جزيرة روس، القارة القطبية الجنوبية، على بعد قرابة 20 ميلًا بحريًا (37 كم؛ 23 ميلًا) شرق جبل إريباص. سُمي جبل تيرور في عام 1841 من قبل السير جيمس كلارك روس على اسم إحدى سُفن (الثانية) بعثته، إتش إم إس تيرور. كان ربان سفينة تيرور هو فرانسيس كروزر، وهو صديق مقرب لروس والذي سُميت منطقة كيب كروزر القريبة باسمه.